# Garrett Bradbury
Garrett Bradbury (Charlotte, Carolina del Norte, 20 de junio de 1995) es un jugador profesional estadounidense de fútbol americano que se desempeña en la posición de center en Minnesota Vikings, equipo de la National Football League (NFL).

## Carrera
Fue seleccionado en la primera ronda en la Reunión Anual de Selección de Jugadores de la NFL de 2019. Hizo su debut profesional con el equipo Minnesota Vikings, donde lleva jugando cinco temporadas.